# Temporada 1952-53 de los Philadelphia Warriors
La temporada 1952-53 fue la séptima de los Philadelphia Warriors en la NBA. La temporada regular acabó con 17 victorias y 57 derrotas, no clasificándose para los playoffs.

## Elecciones en elDraft
| Ronda | Puesto | Jugador      | Posición  | Nacionalidad   | Universidad |
| ----- | ------ | ------------ | --------- | -------------- | ----------- |
| T     | -      | Bill Mlkvy   | Alero     | Estados Unidos | Temple      |
| 2     | 13     | Walt Davis   | Ala-Pívot | Estados Unidos | Texas A&M   |
| -     | -      | Tom Brennan  | Alero     | Estados Unidos | Villanova   |
| 8     | 73     | Moe Radovich | Base      | Estados Unidos | Wyoming     |

## Temporada regular
| División Central      | División Central | División Central | División Central | División Central | División Central | División Central | División Central | División Central |
| Equipo                | G                | P                | %                | PD               | Casa             | Fuera            | Neutral          | Div              |
| --------------------- | ---------------- | ---------------- | ---------------- | ---------------- | ---------------- | ---------------- | ---------------- | ---------------- |
| x-New York Knicks     | 47               | 23               | .671             | -                | 22-4             | 15-14            | 10-5             | 30-10            |
| x-Syracuse Nationals  | 47               | 24               | .662             | 0.5              | 32-2             | 10-20            | 5-2              | 26-15            |
| x-Boston Celtics      | 46               | 25               | .648             | 1.5              | 21-3             | 11-18            | 14-4             | 28-13            |
| x-Baltimore Bullets   | 16               | 54               | .229             | 31               | 11-20            | 1–19             | 4-15             | 10-30            |
| Philadelphia Warriors | 12               | 57               | .174             | 34.5             | 5-12             | 1–28             | 6-17             | 7-33             |

## Estadísticas
| Rk | Jugador         | Edad | P  | PT | MP   | TC  | TCI  | %TC  | 3P | 3PI | %3P | TL  | TLI  | %TL   | RO | RD | RT   | AS  | RB | TAP | BP | FP  | PTS  |
| 1  | Neil Johnston   | 23   | 70 |    | 45.2 | 7.2 | 15.9 | .452 |    |     |     | 7.9 | 11.3 | .700  |    |    | 13.9 | 2.8 |    |     |    | 3.5 | 22.3 |
| 2  | Danny Finn      | 24   | 31 |    | 32.7 | 4.4 | 13.2 | .330 |    |     |     | 3.2 | 5.9  | .544  |    |    | 5.6  | 4.7 |    |     |    | 4.0 | 11.9 |
| 3  | Joe Fulks       | 31   | 70 |    | 29.8 | 4.7 | 13.7 | .346 |    |     |     | 2.4 | 3.3  | .727  |    |    | 5.5  | 2.0 |    |     |    | 4.6 | 11.9 |
| 4  | Jerry Fleishman | 30   | 33 |    | 26.7 | 3.0 | 9.2  | .330 |    |     |     | 2.9 | 4.2  | .686  |    |    | 4.6  | 3.3 |    |     |    | 3.6 | 9.0  |
| 5  | Jim Mooney      | 22   | 18 |    | 29.4 | 3.0 | 8.2  | .365 |    |     |     | 1.5 | 2.2  | .675  |    |    | 3.9  | 1.9 |    |     |    | 2.8 | 7.5  |
| 6  | Don Lofgran     | 24   | 64 |    | 27.9 | 2.7 | 8.2  | .330 |    |     |     | 2.0 | 2.7  | .728  |    |    | 5.3  | 1.7 |    |     |    | 2.8 | 7.4  |
| 7  | Nelson Bobb     | 28   | 55 |    | 23.4 | 2.2 | 5.8  | .374 |    |     |     | 1.9 | 2.9  | .648  |    |    | 2.9  | 3.5 |    |     |    | 2.9 | 6.2  |
| 8  | George Senesky  | 30   | 69 |    | 33.9 | 2.3 | 7.0  | .330 |    |     |     | 1.3 | 2.1  | .637  |    |    | 3.7  | 3.8 |    |     |    | 2.4 | 6.0  |
| 9  | Jack McCloskey  | 27   | 1  |    | 16.0 | 3.0 | 9.0  | .333 |    |     |     | 0.0 | 0.0  |       |    |    | 3.0  | 1.0 |    |     |    | 2.0 | 6.0  |
| 10 | Bill Mlkvy      | 22   | 31 |    | 19.6 | 2.4 | 7.9  | .305 |    |     |     | 1.0 | 1.5  | .646  |    |    | 3.3  | 2.0 |    |     |    | 1.7 | 5.8  |
| 11 | Ed Mikan        | 27   | 19 |    | 18.8 | 2.1 | 7.1  | .291 |    |     |     | 1.4 | 1.8  | .794  |    |    | 6.3  | 1.2 |    |     |    | 2.1 | 5.5  |
| 12 | Mark Workman    | 22   | 60 |    | 16.7 | 2.1 | 6.5  | .320 |    |     |     | 1.2 | 1.9  | .622  |    |    | 3.1  | 0.6 |    |     |    | 2.7 | 5.3  |
| 13 | Frank Kudelka   | 27   | 20 |    | 17.0 | 1.6 | 5.5  | .284 |    |     |     | 1.1 | 1.6  | .656  |    |    | 2.3  | 2.1 |    |     |    | 3.0 | 4.2  |
| 14 | Claude Overton  | 25   | 15 |    | 12.1 | 1.3 | 5.0  | .253 |    |     |     | 1.3 | 2.0  | .667  |    |    | 1.7  | 1.0 |    |     |    | 1.7 | 3.9  |
| 15 | Ralph Polson    | 23   | 46 |    | 16.8 | 1.3 | 3.7  | .365 |    |     |     | 1.2 | 2.0  | .633  |    |    | 4.4  | 0.5 |    |     |    | 2.0 | 3.9  |
| 16 | Moe Radovich    | 23   | 4  |    | 8.3  | 1.3 | 3.3  | .385 |    |     |     | 1.0 | 1.0  | 1.000 |    |    | 0.3  | 2.0 |    |     |    | 1.3 | 3.5  |
| 17 | Andy Phillip    | 30   | 13 |    | 41.8 | 3.7 | 9.5  | .387 |    |     |     | 4.5 | 5.8  | .763  |    |    |      | 8.5 |    |     |    | 3.7 | 11.8 |

## Galardones y récords
| Jugador       | Galardón                    |
| Neil Johnston | Mejor quinteto de la NBA    |
| Andy Phillip  | 2º Mejor quinteto de la NBA |